# Comuna Vîsocine, Ratne
Vîsocine (în ucraineană Височне) este o comună în raionul Ratne, regiunea Volînia, Ucraina, formată din satele Bereza, Vîjîcino, Vîsocine (reședința) și Vîten.

## Demografie
Componența lingvistică a satului Vîsocine
     Ucraineană (98,71%)
     Rusă (1,05%)
     Alte limbi (0,23%)
Conform recensământului din 2001, majoritatea populației satului Vîsocine era vorbitoare de ucraineană (98,71%), existând în minoritate și vorbitori de rusă (1,05%).